# Жак Дюпен
Жак Дюпен (фр. Jacques Dupin; 4 березня 1927, Прива, Франція — 27 жовтня 2012, Париж, Франція) — французький поет, художній критик.

## Біографія і творчість
У віці чотирьох років залишився без батька, ріс у провінції. 1944 року оселився у Парижі, 1947 року познайомився з Рене Шаром, який допоміг молодому поету ввійти в літературні кола. З Рене Шаром Дюпен зберіг добрі стосунки до 1975 р. У 1948 зустрівся з Франсісом Понжем, Браком, Камю, Батаєм. 1950 року став секретарем журналу і видавництва «Кайє д'ар» (Зошити з мистецтва). Постійно спілкувався з Бринкуші, В.Ламом, А.Колдером, Н. де Сталем, Пікассо, Ж. Міро, А.Массоном, А.Джакометті, а пізніше — з Р.Юбаком, Э.Чільідою, А.Тапієсом, Ф.Беконом (Бекону належить портрет Дюпена, 1990), П.Алешинським, які на багато років стали його близькими друзями. 1954 року заприятелював з А. дю Буше, Ів Бонфуа та Філіппом Жаккотте. З 1955 співрацював з галереєю Еме Мага, відповідав за її видавничу продукцію і насамперед за журнал «Дерьєр ле міруар» («Задзеркалля»). З 1966 видає разом з друзями журнал «Ефемер» (до 1972). 1969 року знайомився з Полом Остером, який переклав його вірші на англійський, вони разом виступали з читаннями у Нью-Йорку та Лондоні. 1977 року готує ретроспективну виставку Анрі Мішо і тісно співпрацює з ним. З 1981 року відповідає за видавничу продукцію паризької галереї Льолон. 1987 року женевський журнал «Літературний огляд» присвячує творчості Дюпена спеціальний номер, у якому беруть участь А. дю Буше, Ів Бонфуа, Пол Остер, Мішель Дегі та інші. 
Книги Дюпена ілюстрували Андре Масон, Р.Юбак, Жоан Міро, Володимир Величкович та інші митці. Дюпен є автором монографій про творчість Міро, Джакометті, Тапієса.

## Визнання
Вірші та есе Дюпена перекладено англійською (Полом Остером, Джоном Ешбері), німецькою (Паулем Целаном), іспанською, італійською, нідерландською та іншими мовами. Його вірші покладено на музику французькими композиторами Бетсі Жолас (1959), П'єром Жодловським (1993), Жаном-Жаком Ді Туччі (1996). 
Жак Дюпен — лауреат Національної поетичної премії (1988).

## Твори
- Cendrier du voyage (1950)
- Art poétique (1956)
- Les Brisants(1958)
- L'Épervier(1960)
- Joan Miro (1961, переид. 1993, есе)
- Textes pour une approche sur Alberto Giacometti (1962, перевид. 1991, есе).
- Gravir (1963)
- Treasurera (1969)
- Dehors (1975)
- Ballast (1976)
- L'Éboulement (1977, п'єси)
- Histoire de la lumière (1978)
- De nul lieu et du Japon (1981)
- Le Désœuvrement (1982)
- L'espace autrement dit (1982, вибр. есе про мистецтво)
- Une Apparence de soupirail (1982)
- De singes et de mouches (1983)
- Les Mères (1986)
- Contumace (1986)
- Chansons troglodytes (1989)
- Rien encore, tout déjà (1991)
- Echancré (1991)
- Eclisse (1992)
- Matière du souffle (sur Antoni Tàpies, 1994, эссе)
- Le grésil (1996)
- Le corps clairvoyant: 1963–1982 (1999, вибрані вірші)
- Ecart (2000)
- Matière d'infini (Antoni Tàpies, 2005)
- Coudrier (2006)
- M'introduire dans ton histoire (2007, вибр. есе про письменників)
- Par quelque biais vers quelque bord (2009)